# Oostelijke vuurvlinder
De oostelijke vuurvlinder (Lycaena thersamon) is een vlinder uit de familie Lycaenidae (kleine pages, vuurvlinders en blauwtjes). De soort komt voor van Oost-Europa, Italië en Zuidoost-Europa tot aan Mongolië en het noordwesten van China. De spanwijdte is 14 tot 16 millimeter. De vlinder vliegt tot op hoogtes van 1600 meter boven zeeniveau. De vliegtijd is van april tot in oktober.
De waardplanten van de oostelijke vuurvlinder zijn vooral gewoon varkensgras en mogelijk andere soorten uit de duizendknoopfamilie.

## Ondersoorten
- Lycaena thersamon thersamon
- Lycaena thersamon jiadengyuensis (Huang & Murayama, 1992)
- Lycaena thersamon persica (Bienert, 1870)
- Lycaena thersamon sajanica (Huang & Murayama, 1992)